# Schwach folgenabgeschlossene Menge
Schwach folgenabgeschlossene Menge ist ein Begriff aus der Topologie (Lehre von der Lage und Anordnung geometrischer Gebilde im Raum), einem Teilbereich der Mathematik. Sie verallgemeinert den Begriff der abgeschlossenen Menge, wenn man diese als Menge aller Grenzwerte ansieht. Schwach folgenabgeschlossene Mengen finden sich bei der Diskussion von Eigenschaften von schwachen Topologien und bei der Lösung von Abstandsproblemen in reflexiven Banachräumen.

## Definition
Gegeben sei ein normierter Raum {\displaystyle (X,\Vert \cdot \Vert )}.  Eine nichtleere Teilmenge {\displaystyle M\subset X} heißt schwach folgenabgeschlossen genau dann, wenn für jede Folge {\displaystyle (x_{n})_{n\in \mathbb {N} }} in der Menge {\displaystyle M}, die schwach zum schwachen Grenzwert {\displaystyle {\tilde {x}}} konvergiert, der Grenzwert {\displaystyle {\tilde {x}}} wieder in der Menge {\displaystyle M} liegt.

## Eigenschaften
- Jede schwach folgenabgeschlossene Menge ist auch abgeschlossen, da jede konvergente Folge auch schwach konvergiert. Die Umkehrung gilt aber nicht.
- Jede nichtleere abgeschlossene und konvexe Teilmenge eines normierten Raumes ist schwach folgenabgeschlossen.
- Daraus folgt direkt der Satz von Mazur: Ist {\displaystyle (x_{n})_{n\in \mathbb {N} }} eine schwach konvergente Folge in einem normierten Raum mit schwachem Grenzwert {\displaystyle {\tilde {x}}}, so ist {\displaystyle {\tilde {x}}\in {\overline {\operatorname {conv} \{x_{n}\,,\,n\in \mathbb {N} \}}}}.
- Der Epigraph einer Funktion ist genau dann schwach folgenabgeschlossen, wenn die Funktion schwach unterhalbstetig ist.